# Poromyoidea
Super-famille
Les Poromyoidea sont une super-famille de mollusques bivalves de l'ordre des Anomalodesmata.

## Liste des familles
Selon World Register of Marine Species (16 décembre 2018) :
- famille Cetoconchidae Ridewood, 1903
- famille Poromyidae Dall, 1886